# Јакобсвајлер
Јакобсвајлер (њем. Jakobsweiler) општина је у њемачкој савезној држави Рајна-Палатинат. Једно је од 81 општинског средишта округа Донерсберг. Према процјени из 2010. у општини је живјело 242 становника. Посједује регионалну шифру (AGS) 7333035.

## Географски и демографски подаци
Јакобсвајлер се налази у савезној држави Рајна-Палатинат у округу Донерсберг. Општина се налази на надморској висини од 297 метара. Површина општине износи 2,4 km². У самом мјесту је, према процјени из 2010. године, живјело 242 становника. Просјечна густина становништва износи 101 становника/km².